# SSR-Leiden

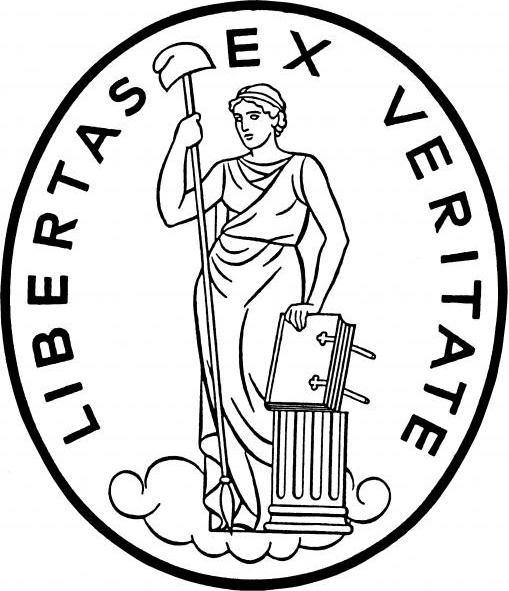
De Uniemaagd

SSR-Leiden is een Nederlandse studentenvereniging in Leiden, opgericht op 29 oktober 1901.

## Karakteristieken
De vereniging is een van de grote vijf gezelligheidsverenigingen in Leiden en is van algemene aard, niet-confessioneel en toegankelijk voor iedereen die studeert aan een universiteit of hbo-instelling.  
SSR kent een disputenstructuur, maar lidmaatschap van een dispuut is niet verplicht. Wel vormen de disputen qua structuur de ruggengraat van de vereniging, en bieden zij middels hun verschillende diversiteiten een verbindende factor tussen de leden. 
Naast wekelijkse borrel- en feestavonden vinden er jaarlijks verschillende evenementen plaats, georganiseerd door het bestuur, commissies of disputen. De grootste hiervan zijn een competitieweek tussen de verschillende disputen met velerlei wedstrijden en spellen en de Gotcha!, het weeklange watergevecht door de hele stad.
Sinds 1953 is SSR-Leiden gevestigd in haar eigen sociëteit, S.C.R.E.D.
Tijdens de EL CID van 2022 had SSR-Leiden voor het eerst 1.000 leden.

## Geschiedenis

### Oprichting
SSR-Leiden ontstond op 9 februari 1886 (een dag na de dies natalis van de Leidse Universiteit), als allereerste vereniging van een Unie van Gereformeerde Studenten ('Unie Hendrik de Cock') die later Societas Studiosorum Reformatorum zou gaan heten. Aan haar wieg stonden de studenten W. Dicke, T. van den Hoorn, D. Schermers en P. Wierenga, deels uit Amsterdam, deels uit Leiden. Binnen enkele jaren groeide het aantal Amsterdamse leden veel sneller dan het aantal Leidse en in 1889 richtten de Amsterdamse leden een Amsterdamse afdeling op. Hierdoor ontstond meteen ook een Leidse afdeling, ook al werd die nooit formeel opgericht. De Unie was de koepel over beide afdelingen. Evenmin als de Leidse afdeling formeel is opgericht, is zij formeel opgeheven; ergens in de jaren 90 van de 19e eeuw is zij echter in onbruik geraakt. Dat betekent echter niet dat de Amsterdamse afdeling en de Unie hetzelfde waren; er waren ook niet-Amsterdammers lid van de Unie en die waren dan geen lid van de afdeling. Op 29 oktober 1901, ten huize van J. Wille (aan de Garenmarkt 28 te Leiden), richtte de bewoner samen met J.G. van Es en J.W.D.G. Hirschmann de Leidse afdeling opnieuw op. Als afdelingsnaam werd gekozen voor S.C.R.E.D. (Scientiae Caput Reverentia Est Dei, ofwel "De vreeze des Heeren is het begin der Wijsheid", Spreuken 1:7a).

### Beginjaren
In 1905 werd het eerste dispuut opgericht: S.T.R.E.N.U.E., de afkorting van "Studia Tacita Requirit Eruditio Nobilis Usus Eloquentiam", ofwel "De ontwikkeling vordert studie in afzondering, doch een edel gebruik der ontwikkeling eist welsprekendheid". Het dispuut ging snel teloor: in 1908 werd het oratorisch genootschap alweer opgeheven. Daarna werd afgesproken voorlopig geen disputen meer op te richten gezien "de toestanden in Amsterdam, waar de disputen alles zijn en de afdeling niets". Na een grote aanwas in 1911, 21 novieten op 16 ouderejaars, werden in 1912 alsnog drie nieuwe disputen opgericht: M.O.C.C.A., T.E.R.A. en A.E.N.E.A.S., en nieuwe leden werden voortaan ingedeeld bij een dispuut. Tevens besluiten enkele aangemelde leden wegens een grote interesse in Delft ook een afdeling op te richten, het latere C.S.R.
Met de groei van de vereniging komt er een roep om meer structuur. In 1918 wordt het afdelingsbestuur uitgebreid van drie naar vier leden met de komst van de vicarius en ontstaat er een bijbelkring. In de jaren daarna worden er ook andere levensbeschouwende groeperingen opgericht, zoals een natuurfilosofische, een politieke, een medische, een natuurkundige en een zendingskring. Tegen 1923 is de vereniging zodanig gegroeid dat er een grotere vraag is voor disputen en wordt T.A.E.N.I.A. opgericht, en in 1924 ziet met de komst van meer vrouwelijke leden ook het damesdispuut P.E.I.C. het licht. Vóór de oorlog zou er nog één dispuut worden opgericht: L.U.C.I.F.E.R., in 1931.
Binnen S.C.R.E.D. woedde in de jaren 20 ook een godsdienstelijke discussie over het calvinisme. Preciezen en rekkelijken waren het niet altijd eens over de inslag en uiting van de calvinistische grondslag van de vereniging. Door de geringe omvang van de vereniging leidt dit tot een tweestrijd, waarin uiteindelijk negen leden bedanken voor hun lidmaatschap. Pas in 1928 zou de goede sfeer weer terugkeren. Op de achtergrond van deze discussie loopt ook een strijd van de vereniging om erkend te worden door de Senatus Academicus van de Universiteit. In 1924 doet S.C.R.E.D. daartoe voor het eerst een poging, maar het zou pas in 1932, na het groots gevierde zesde lustrum, zover komen. Ook betrekt de afdeling in 1936 voor het eerst een eigen sociëteit op de Rembrandstraat 23. Voorheen werd er verzameld op kamers van leden of in gehuurde ruimtes.
Na de Duitse inval in de Tweede Wereldoorlog werd de Leidse Universiteit, en de meeste verenigingen die eraan gelieerd waren, door de bezetters gesloten. S.S.R. vormde hierop een uitzondering, maar werd door het teruglopen van het aantal actieve leden toch gedwongen haar deuren te sluiten. Veel studenten trokken immers naar andere steden om hun studie te vervolgen en anderen gingen in het verzet of moesten onderduiken. Hoewel het openbare verenigingsleven tot stilstand kwam, bleef S.S.R. ondergronds voortbestaan, beide in Leiden en als Unie. Ook de verscheidene disputen bleven ondergronds actief.

### Na de oorlog

Diner van SSR (1949)

Al voor de oorlog was de onderling verdeelde Leidse studentenpopulatie van de Leidse Universiteit een doorn in het oog van de bestuurders. Vóór de oorlog werd dat getracht tegen te werken door kleinere verenigingen niet te erkennen door de Senatus Academica. Dit werkte echter niet succesvol (zo werd S.C.R.E.D. in 1932 alsnog erkend). Na de oorlog veranderde dit en ontstond er door de grote eensgezindheid onder de studenten toch de civitasgedachte: alle studenten aan de Universiteit zouden lid moeten worden van één grote studentenvereniging (het corps). Overigens was dat eigenlijk niet één grote vereniging, maar twee, want jongens en meisjes bij elkaar werd niet geaccepteerd. Voor S.S.R.-Leiden betekende dit geen opheffing, maar wel dat haar leden tevens lid werden van het Leidsch Studenten Corps (voor de jongens) of de Vereeniging van Vrouwelijke Studenten te Leiden (voor de meisjes). Voor de gezelligheid ging men naar de sociëteit Minerva (waar L.S.C. en V.V.S.L. al eerder kwamen), voor de (religieuze) vorming ging men naar de eigen (sub-)vereniging.
Dit leidde al snel tot onvrede, en de S.S.R.-L. was de eerste vereniging die weer onafhankelijk werd. De leden betrokken in 1953 een eigen sociëteit aan de Hogewoerd 108. Nog steeds is de sociëteit daar gevestigd, al is zij stapsgewijs uitgebreid: eerst alleen de zolder, toen de ondergelegen verdieping erbij en ten slotte het hele pand. Het naastgelegen pand, Hogewoerd 106, werd ook in gebruik genomen, begin jaren 90 tijdelijk afgestoten, enkele jaren later weer teruggekocht en deels in gebruik genomen. Sinds 2001 zijn de keuken en de eetzaal in Hogewoerd 106 gevestigd, een cadeau van de vereniging - en haar alumni - aan zichzelf, ter gelegenheid van de honderdste verjaardag van de heroprichting. In 2017 werd een derde pand aangekocht aan de Utrechtse Veer 3, gelegen direct achter Hogewoerd 108.
Het S.C.R.E.D. van de jaren 50 groeide gestaag. Het verenigingsleven werd gekenmerkt door drie verschijnselen: ten eerste waren de disputen gegroeid tot de belangrijkste structuren en kregen zeggenschap over de indeling van nieuwe leden. Ook had de vereniging enkele ideeën en tradities overgenomen van de Civitas. De sociale controle was groter dan voorheen en leden werden geacht zich actief te tonen op de vereniging. Bovendien maakten mannelijke ouderejaars de dienst uit en dienden de dames en de eerstejaars op sociëteitsavonden het pand na middernacht te verlaten. Deze traditionele waarden vielen bij nieuwe leden niet in goede aarde, dus liepen er ook in deze jaren heftige discussies over wat er wel en niet toegestaan diende te worden op een gereformeerde vereniging. Over wat er zich daarbuiten afspeelde, werd weinig meer gesproken. Door de jaren heen werden de verouderde tradities stuk voor stuk afgeschaft. Eind jaren 1950 speelde er bijvoorbeeld de vraag of er gedanst mocht worden op de sociëteit. Er werd moeizaam mee akkoord gegaan, maar een aantal leden splitsen zich naar aanleiding van deze discussie af om het strengere VGSL Franciscus Gomarus op te richten.

### Wijziging van de grondslag
In 1966 werd in het kader van deconfessionalisering en ontzuiling de grondslag van de vereniging voor de eerste keer grondig gewijzigd en werd S.S.R.-L. een algemeen-christelijke, in plaats van een gereformeerde vereniging. Dit gebeurde ook bij de andere afdelingen, waardoor de Unie in betekenis afnam en in 1969 zelfs werd opgeheven. 
Naast de religieuze discussie veranderde ook de maatschappelijke insteek mettertijd. S.C.R.E.D. vormde steeds vaker voor niet alleen geformeerden, maar ook voor links-vrijzinnigen en beatniks een thuis, en dat bracht een maatschappelijk bewustzijn met zich mee. In vijftien jaar veranderde de vereniging van een studentikoze, gereformeerde vereniging naar een waarin tolerantie, gelijkwaardigheid en andere postmoderne idealen werden aangehangen. Dit uitte zich ook in de constante oprichting en teneergang van disputen met allerhande identiteiten, die vooral op de achtergrond een rol speelden, en het verlies aan populariteit van de traditionele disputen.
In het begin van de jaren 70 ontstonden er hevige discussies over de plaats van de vereniging in de bredere samenleving, bijvoorbeeld of zij een politiek standpunt moest innemen of zich moest openstellen voor niet-studenten. Vooral dit laatste vormde een bron van tweespalt binnen S.C.R.E.D.: de verschillende besturen en het progressievere deel van de vereniging waren voor de omvorming naar een algemene jongerenvereniging, om zo een bredere rol in te kunnen nemen in de maatschappij. Voor een dergelijke ingreep was echter wel een tweederdemeerderheid nodig op de algemene vergadering. In 1979 werd over twee vergaderingen met een nipte meerderheid tegen het plan gestemd. Een pyrrhusoverwinning: 160 leden zeiden naar aanleiding hiervan hun lidmaatschap op.
Door de groeiende ontkerking veranderde in 1984 de grondslag opnieuw, en werd hij voortaan gebaseerd op de Universele verklaring van de rechten van de mens. Daarmee verdwenen ook de puntjes uit de afkorting en werd de naam veranderd in "SSR-Leiden". Door het verdwijnen van de religieuze grondslag kon de vereniging in de jaren 90 een allegaartje aan studententypen aantrekken. Hoewel de vereniging zich officieel richtte op zowel vormingswerk als gezelligheid, bleek dat laatste al snel aan belang toe te nemen, veelal ten koste van het eerste. Steeds meer moeten activiteiten onderhoudend zijn in plaats van vormend, en S.C.R.E.D. raakte opnieuw in zichzelf gekeerd. De vereniging depolitiseerde en de vermenging met de samenleving nam af. De vereniging ging zich profileren als 'eigenzinnig, maar tolerant' en als 'een kleine vereniging met de mogelijkheden van een grotere, maar zonder de plichten'. De disputen eisten weer een grotere rol op en de vereniging werd weer studentikozer. Met succes: bij de eeuwwisseling telde de vereniging 500 leden.

### In de nieuwe eeuw
Door de algemene groei aan studenten kon SSR in de nieuwe eeuw doorgroeien en de vereniging professionaliseerde om het grote aantal nieuwe leden te kunnen huisvesten. In de jaren 00 werden veel nieuwe disputen en commissies opgericht en werd er veel ondernomen om de leden te kunnen blijven vermaken. In 2022 bereikte SSR voor het eerst 1.000 leden, die veelal verdeeld zijn over 22 disputen en meer dan 45 commissies, die zich bezighouden met zowel onderhoudende als maatschappelijke activiteiten.

## Sociëteit 'S.C.R.E.D.'
In 1953 betrok SSR de zolderbar van Hogewoerd 108. Voorheen was dit pand in gebruik als onder andere collegeruimtes van de universiteit, als afdeling van het Rijks Etnografisch Museum (heden het Wereldmuseum Leiden) en als pakhuis van Pieter de la Court. 
In de jaren 50 werden naar verloop van tijd de andere verdiepingen er ook bijgevoegd. In 1959 kocht de vereniging het pand van de gebroeders Groenewegen en verhuurde voortaan de begane grond aan de dansschool van de familie van Wijk. In 2001 werd ook Hogewoerd 106 bij de sociëteit betrokken en werd aldaar op de begane grond een mensa gebouwd. In 2017 heeft SSR tevens het pand aan de Utrechtse Veer 3, het pand achter de huidige sociëteit, gekocht. In 2020 is het nieuwe pand in gebruik genomen.

## Interne structuur
SSR kent op het moment 22 disputen, waarvan 3 damesdisputen, 2 herendisputen en één herengezelschap (de Bokkerijders).
Of M.O.C.C.A. zichzelf het oudste dispuut mag noemen, is een betwist punt, met name door het oratorisch dispuut T.A.E.N.I.A. Dit stamt uit het feit dat in de jaren 80 het dispuut M.O.C.C.A. een doorstart heeft moeten maken en hun identiteit heeft doorgegeven aan een groep eerstejaars, waarbij een deel van de tradities verloren is gegaan.
| Oprichtingsjaar | Dispuut              |
| --------------- | -------------------- |
| 1912            | M.O.C.C.A.           |
| 1923            | T.A.E.N.I.A.         |
| 1931            | L.U.C.I.F.E.R.       |
| 1992            | L.D.G. Soixante-neuf |
| 1997            | L.D. Corduroy        |
| 1997            | 9X7                  |
| 1999            | de Bokkerijders      |
| 2001            | K.I.N.K.ID           |
| 2002            | BLOQ                 |
| 2006            | Witte Wieven         |
| 2006            | Zephyr               |
| 2007            | Het ZoutKorrel       |
| 2008            | Terra F.             |
| 2010            | Volante              |
| 2013            | Amaryllis            |
| 2013            | K.O.B.R.A.           |
| 2015            | Perropates           |
| 2015            | VINUM                |
| 2016            | Supra Modum          |
| 2019            | C.U.P.A.             |
| 2023            | Kawako               |
| 2023            | W.A.F.B.L.A.F.       |

Naast de 22 disputen heeft SSR ook meer dan 40 commissies en horizontale verbanden genaamd 'korrels'.